# Йосиф II Константинополски
Йосиф II е православен духовник, вселенски патриарх в Цариград от 1416 до 1439 година, по народност българин.

## Биография
Светското име на Йосиф II остава неизвестно. Според приписка на гръцки език от ХV век към ръкопис от Флоренция се е говорело, че Йосиф е „незаконороден син на василевса Шишман“. Иван Дуйчев допуска, че Йосиф е Иван Асен, синът на цар Иван Александър. Иван Божилов предполага, че бъдещият патриарх е син на Шишман и внук на цар Михаил Шишман Според други хипотези е извънбрачен син на цар Иван Шишман.
 Пламен Павлов смята, че Йосиф е роден около 1363-1365 г. като извънбрачен син на твърде младия по това време престолонаследник Иван Шишман и още като юноша приема монашеството.
Смята се, че е бил монах на Атон (в манастира Алипиу), а от 1393 година е митрополит на Ефес. На 21 май 1416 г. е избран за Вселенски патриарх в Константинопол.
Участва във Фераро-Флорентинския събор от 1438-1439 година. Умира на 10 юни 1439 г. във Флоренция и е погребан в църквата Санта Мария Новела, като гробът му е запазен и днес.
Известни са негови портрети от италиански майстори, ликът му е и върху бронзовата врата на базиликата Свети Петър в Рим.